# Echinops spiniger
Echinops spiniger là một loài thực vật có hoa trong họ Cúc. Loài này được Iljin ex Bobrov mô tả khoa học đầu tiên năm 1931.